# Outlast 2
Outlast 2 (stylizováno jako OU⸸LASTII) je psychologická lidově hororová hra z pohledu první osoby, kterou v roce 2017 vyvinula a vydala společnost Red Barrels. Jedná se o pokračování videohry Outlast z roku 2013 a představuje novináře Blakea Langermanna, který spolu se svou ženou Lynn putuje arizonskou pouští, aby vyšetřil vraždu těhotné ženy známé pouze jako Jane Doe. Oba se rozdělí při havárii vrtulníku a Blake musí svou ženu najít, zatímco cestuje přes vesnici obývanou vyšinutou sektou, která věří, že nastal konec světa.
Krátce po vydání hra získala velkou popularitu a společnost Red Barrels oznámila její pokračování. Na veletrzích PAX East a E3 2016 pak byla 22. dubna, respektive 15. června, vydána herní ukázka, jejíž vydání bylo původně plánováno na podzim 2016. Kvůli zpoždění vývoje byla hra nakonec vydána 25. dubna 2017 pro Microsoft Windows, PlayStation 4 a Xbox One. Verze pro Nintendo Switch vyšla 27. března 2018 na Nintendo eShopu.
Po vydání se hra setkala s obecně pozitivním přijetím, přičemž chvála směřovala ke grafice, zvukovému designu a atmosféře. Kritika byla vyhrazena celkovému příběhu, kontextuálnímu hernímu designu, množství gore a obtížnosti. Třetí díl série s názvem The Outlast Trials vyšel 18. května 2023 v předběžném přístupu pro Microsoft Windows a později 5. března 2024 v plné verzi pro Windows, PlayStation 4, Xbox One, Xbox Series X/S a PlayStation 5. Hra se odehrává během studené války a je prequelem k prvnímu dílu Outlast.

## Hratelnost
Outlast 2 je survival horor z pohledu první osoby, jenž stejně jako jeho předchůdci Outlast a Outlast: Whistleblower obsahuje kampaň pro jednoho hráče. Děj se odehrává se v severní Arizoně. Hra si opět zakládá na technice found footage, v níž jsou události na obrazovce viděny prostřednictvím kamery. Hráč ovládá investigativního novináře Blakea Langermanna, který vyšetřuje zchátralou venkovskou oblast v Supai, poblíž západního okraje Coloradské plošiny.
Langermann nemůže bojovat, s výjimkou naskriptovaných scén, může však utíkat a schovávat se před četnými nepřátelskými členy Temple Gate. Hráč se může krčit, běhat, skákat, chodit, klouzat a šplhat podobně jako v první hře a může se schovávat ve skříňkách, sudech, skříních, pod postelemi, v kalužích vody, ve vysoké trávě, v kukuřičných polích a uvnitř domů. Má omezený ukazatel výdrže a hráč musí regulovat délku běhu, aby se nevyčerpal a nepohyboval se pomaleji.
Langermann vlastní pouze videokameru, která umožňuje využít nočního vidění; při použití nočního vidění se vybíjejí i baterie videokamery. Oproti první hře má Langermann díky svému postavení kameramana u sebe pokročilejší kameru s jasnějším záznamem, zoomem a citlivým mikrofonem, který lze využít k detekci vzdálených kroků a dalších zvuků. Hráč je vybaven systémem inventáře, který zobrazuje množství záznamů pořízených kamerou a předměty, které má u sebe. Náhradní baterie vhodné pro videokameru a lékárničky k léčení jsou rozmístěny v terénu po celou dobu hry.
Prostředí hry je podobné filmu The Hills Have Eyes z roku 1977.

## Děj
Blake Langermann je asistující kameraman své manželky Lynn, investigativní novinářky, která vyšetřuje vraždu těhotné teenagerky známé pouze jako Jane Doe. Manželé se nechají pilotem vrtulníku převézt nad oblast, odkud dívka pravděpodobně pocházela, jenomže dojde k záhadnému záblesku světla, po kterém havarují v oblasti Supai v okrese Coconino v Arizoně. Když se Blake po havárii probudí, zjistí, že pilot je stažen zaživa z kůže a jeho žena je pryč.
Vydává se do nedalekého města Temple Gate, kde se dozvídá, že obyvatelé obětovali všechny své děti ve jménu Boha. Blake nakonec Lynn najde v kapli, kde ji zajme násilnický a blouznivý křesťanský kult vedený kazatelem Sullivanem Knothem. Ten znásilňuje ženy z Temple Gate, a jakmile otěhotní, popravuje je pro podezření, že nosí Antikrista. Taktéž tvrdí, že Temple Gate se nachází v ústí pekla a že Lynn čeká Antikrista. Blakeovi a Lynn se podaří utéct z kaple, Lynn se však po chvíli zapotácí a pociťuje žaludeční křeče. Pár je rozdělen, když Lynn unese odštěpená skupina satanistů známá jako Heretici s jejich androgynním vůdcem Valem, kteří chtějí urychlit konec dnů svědectvím o narození Antikrista.
Blakea zachrání muž jménem Ethan, který opustil Knothovu sektu, a poskytne mu útočiště ve svém domě. Poté, co Ethan vysvětlí, že pomohl utéct jeho dceři Anně Lee z Temple Gate, vyjde najevo, že se jedná o onu zmíněnou zavražděnou teenagerku (Jane Doe). Když Blake odpočívá v podlahovém úkryty, do Ethanova domu náhle vnikne Marta, impozantní žena s velkým krumpáčem, která je jedním z Knothových katů, a Ethana zavraždí. Blake prchá do jiné kaple, kde se od mučeného kacíře, kterého vyslýchá Knoth, dozví, že Lynn byla odvedena do dolů poblíž Temple Gate.
Blake odchází z Temple Gate do dolů, ale místo toho skončí v lesích, které obývají syfilidou nakažení „Scalledové“, kteří byli vyhnáni. Je zajat trpasličím vůdcem Scalledů Lairdem Byronem a jeho hromotlukem Nickem Tremblayem, kteří ho považují za Scalledského Mesiáše. Blakeovi se nakonec podaří uprchnout poté, co stoupenci zabijí Lairda i Nicka.
Během své cesty je Blake opakovaně napadán záblesky světla a trpí stále znepokojivějšími halucinacemi ze své katolické základní školy, zatímco ho pronásleduje démon. Halucinace postupně odhalují události kolem zdánlivé sebevraždy kamarádky Blakea a Lynn z dětství – Jessicy Grayové. Nakonec vyjde najevo, že Jessica byla zneužita a zavražděna jejich učitelem hudby, otcem Loutermilchem. Ten Blakea zmanipuloval, aby o incidentu mlčel, a zároveň, aby to vypadalo, že se oběsila. Démon, který Blakea pronásleduje, je zvrácenou verzí kněze. Blake najde dokument, který odhaluje, že příčinou šílenství všech osob je Murkoffova korporace, která má na starost experimentální stanici na ovládání mysli ukrytou hluboko v horách a která je také zodpovědná za záblesky světla.
Když Blake dorazí do dolů, vstoupí do podzemního chrámu heretiků a během heretického rituálu najde Lynn viditelně těhotnou. Do dolů se dostane i Knothův kult, který Heretiky zabije a umožní dvojici uprchnout. S rozbřeskem začne město ničit podivná bouře s blesky. Marta se znovu objeví a zaútočí na Blakea a Lynn, ale probodne ji kříž vyvrácený bleskem z kaple. Lynn se před bouří ukryje a porodí. Na následky porodu však zemře a Blake, zatímco drží novorozence, omdlí. Poslední slova Lynn před smrtí a to, že dítě nemá stín, naznačují, že se jedná o halucinaci.
Když se Blake probere, přivítá ho Knoth. Ten Blakeovi tvrdí, že musel zabít všechny své stoupence. Než si sám podřízne hrdlo, prosí Blakea, aby zabil dítě. Když Blake vyjde ven, zjistí, že Knothovi stoupenci spáchali hromadnou sebevraždu otravou v rámci příprav na apokalypsu. Slunce se rozjasní a Blakea pohltí světlo. Má poslední vizi, jak pronásleduje Jessicu po škole. Když ji dostihne, Jessica mu slíbí, že ho nikdy nepustí, a začnou se modlit.

## Vývoj
Po úspěšném vydání a vývoji hry Outlast potvrdila dne 23. října 2014 společnost Red Barrels vývoj hry Outlast 2. Taktéž oznámili, že postavy a prostředí budou oproti první hře značně odlišné, protože se děj v sequelu nevrátí do Mount Massive. V rozhovoru pro Bloody Disgusting spoluzakladatel Philippe Morin uvedl: „Opravdu chceme pokračovat ve zlepšování našeho řemesla, ale nakonec budeme k věcem přistupovat stejně.“
Dne 28. října se na facebookovém i twitterovém účtu Red Barrels objevil příspěvek s nástěnkou, na níž byly vyvěšeny dokumenty s nápisem „Tajné“ a přes obrázek bylo napsáno „Tomorrow“ (Zítra). Následujícího dne byl na jejich účtu na YouTube zveřejněn teaser trailer.

Dne 26. ledna 2016 na otázku ohledně možnosti současného vydání a předobjednávky Red Barrels odpověděli, že by to mohlo být možné, ale nejsou si přesně jisti. Dne 5. února poskytl Morin o hře rozhovor pro Indie Games Level Up!, v němž uvedl, že hra je z velké části založena na masakru v Jonestownu v roce 1978. Kazatel ve hře, Sullivan Knoth, byl přirovnáván k vůdci sekty – Jimu Jonesovi. Dne 4. dubna vydala společnost Red Barrels video s názvem „Jude 1:14-15“. Na rozdíl od ostatních upoutávek video obsahuje kříž svatého Petra na pozadí mraků se zlověstným zvukovým poselstvím v backmaskingu. Pozpátku přehrávaná zpráva zní:
„Children, you lovers of God and registration defenders of His paradise—all our years of suffering come together now on this glorious day of peace... Peace! Even in the corrupt and filthy tongue of the Romans, in the Puritan city... On the fourth month and the twenty-second day of the sixteenth year of the third millennium, our reckoning begins. The spider-eyed lamb waits at the harlot's brace, hungry for this world! Ready your knives, for the good earth thirsts for blood, and we, like the angels, must show no mercy. God loves you.“
Dne 23. dubna byla ukázka hry představena a vydána na veletrhu PAX East 2016 a 15. června na E3 2016. Dne 26. srpna Samuel Laflamme, původní skladatel, oficiálně oznámil svůj návrat ke skládání soundtracku a také možnost vydání dalšího teaseru.
Na rozdíl od předchozí hry neobsahuje Outlast 2 žádný stahovatelný obsah (DLC). Vývojář uvedl: „Zatímco první Outlast byl vytvořen s myšlenkou na DLC, v případě Outlastu 2 tomu tak nebylo. Zvažovali jsme mnoho možností, ale žádná z nich nám nepřipadala pro DLC vhodná. Hra byla vytvořena tak, abyste se cítili jako krysa v bludišti, aniž byste věděli, co se nachází mimo bludiště.“

## Soundtrack
Soundtrack, který složil Samuel Laflamme, byl vydán 25. dubna 2017. Album obsahuje 14 původních skladeb a také úryvek z Ave verum corpus od Wolfganga Amadea Mozarta ve 14. skladbě „you Never let me go“. Na rozdíl od soundtracku původní hry Outlast, který se zaměřuje na orchestrální aranže, se Laflamme zaměřil na využití nástrojů, jako jsou kytary, baskytary, bicí a nástroje, které si se svým týmem sám vyrobil. Tyto zvuky moduluje a upravuje pomocí procesu zvaného Modular Filtering.
Aby bylo možné dosáhnout požadovaných zvuků bez použití orchestru, Laflamme vytvořil nástroj, který se skládá z kovové struny připevněné ke kusu dřeva. Tento nástroj pak používal v celé partituře, protože „skutečně zapadal do celkové partitury“. Soundtrack je k dispozici na všech streamovacích platformách a v 1. čtvrtletí roku 2019 vyšel jako Double LP Vinyl Set obsahující hudbu z první a druhé hry, a to na dvou vinylových výliscích Glow in the Dark a Black Splatter. Každé velké písmeno v seznamu skladeb hláskuje slovo „Redemption“, přičemž album obsahuje celkem 14 skladeb.

## Vydání
Hra je digitálně dostupná od 25. dubna 2017 pro systémy Microsoft Windows, PlayStation 4 a Xbox One. Současně s digitálním uvedením na trh byla vydána také fyzická kolekce série Outlast Trinity. Vydání hry bylo původně plánováno na podzim 2016, jak bylo uvedeno v teaser traileru, nicméně 1. srpna společnost oznámila, že vydání hry bude odloženo na první čtvrtletí roku 2017.
Přibližně měsíc před vydáním odmítla australská klasifikační komise udělit hře rating „R18+“, což je nejextrémnější rating, který může být videohrám udělen, s odůvodněním, že hra zobrazuje „sexuální násilí“; bez ratingu se hra nesmí v australských obchodech prodávat. Nakonec po několika dnech komise své rozhodnutí bez jakýchkoli úprav hry zrušila a rating hře udělila, čímž nakonec povolila její prodej.
V červenci 2016 společnost Red Barrels oznámila šestidílnou online komiksovou sérii The Murkoff Account, která popisuje agenty pojišťovny Murkoff pro soudní spory Paula Mariona a Pauline Glickovou, známější jako Paulovi, jejichž úkolem je zajistit, aby společnost Murkoff neplatila více, než je třeba za účelem ochrány zájmů společnosti. Jejich příběh překlenuje mezeru mezi prvním dílem Outlastu až do konce Outlastu 2.
V prosinci 2017 společnost Red Barrels oznámila, že Outlast 2 spolu s Outlastem a jeho stahovatelným obsahem vyjde na začátku roku 2018 na Nintendo Switch.
Vzhledem k ohlasům hráčů i kritiků vydala společnost Red Barrels v březnu 2018 aktualizaci s novým režimem obtížnosti nazvaným „Story Mode“. Režim snižuje počet nepřátel i jejich rychlost, poškození a vnímání. Hráči mohou ve hře stále umírat, ale „Story Mode“ jim umožňuje mít více času na prozkoumání prostředí a ponoření se do příběhu. Aktualizace navíc obnovila některý obsah, který byl původně odstraněn, aby hra získala rating M na rozdíl od ratingu Adults Only.

## Přijetí
| Agregátor  | Skóre                                          |
| ---------- | ---------------------------------------------- |
| Metacritic | PC: 75/100 PS4: 68/100 XONE: 77/100 NS: 79/100 |

| Udělil         | Skóre   |
| -------------- | ------- |
| Destructoid    | 8/10    |
| Game Informer  | 7,75/10 |
| GameRevolution | [ 39 ]  |
| GameSpot       | 7/10    |
| GamesRadar+    | [ 41 ]  |
| IGN            | 8,3/10  |
| PC Gamer (US)  | 85/100  |
| Polygon        | 7,5/10  |
| VideoGamer.com | 6/10    |

Hra získala od kritiků obecně pozitivní recenze, ale verze pro PlayStation 4 byla hodnocena smíšeně nebo spíše průměrně.
Nic Rowen z recenzní stránky Destructoid hru ohodnotil 8/10 se shodným názorem: „Působivé úsilí s několika znatelnými problémy, které ji brzdí. Neohromí každého, ale stojí za to, aby jí většina lidí věnovala čas a peníze.“
James Kozanitis z GameRevolution udělil hře 4,5 hvězdičky z 5 se slovy: „Dobrá hororová hra by ve vás měla vyvolat hrůzu z představy, že ji budete hrát, ale zároveň vás udržet přilepené k obrazovce, když ji skutečně hrajete. Outlast 2 takovou hrou je. Zatímco angažovanější fanoušci mohou být zklamáni, jak se příběh vyřeší, podle mě se trefil do zlatého středu mezi přílišnou vysvětlitelností a frustrující vágností. Segmenty se mi navždy vryly do paměti a působí stejně traumatizujícím jako vzrušujícím dojmem. Díky tematickým prvkům přítomným po celou dobu je hra ještě více na výši a vybírá si daň za to, že jste morální lidskou bytostí. Bůh Outlast 2 nemiluje – ne tak jako já.“
Louise Blainová z GamesRadar+ udělila hře 2,5 hvězdičky z 5 s prohlášením: „Hrůzostrašný naprosto špatným způsobem, Outlast 2 je noční cestou do frustrace. Zajímavý příběh prostě nedokáže zachránit zběsilé utrpení, které na vás čeká.“
Lucy O'Brienová na serveru IGN ohodnotila hru 8,3/10. „Outlast 2 je děsivým nástupcem originálu z roku 2013, který si udržuje neustálé tempo děsu.“
„Stealth a pronásledování se v Outlastu 2 příliš nezměnily, ale hra vyniká jako krásná, brutální cesta skrze extrémní duchovní úzkosti,“ uzavřel James Davenport na PC Gamer s hodnocením 85/100.
7,5/10 bylo hodnocení Philipa Kollara na serveru Polygon s konsensem: „Outlast 2 je možná tím nejkvalifikovanějším doporučením, které jsem kdy v historii psaní recenzí dal, a to nejen kvůli jeho občasnému strnulému designu. Je to hra, která ve mně často zanechávala pocit naprostého odpadu. Vyvolala ve mně některé z nejtěžších životních vzpomínek, problémy, které jsem dávno pohřbil. Moje reakce na toto trápení byly různé, ale ze všeho nejvíc si vážím toho, že Outlast 2 má jedinečné zaměření a intenzitu, která tyto emoce vyhlodává; už jen kvůli tomu mi stála za strávený čas.“
Alice Bellová v hodnocení 6/10 na serveru VideoGamer.com uvedla: „Outlast 2 má několik skvělých designových prvků a mechanika příruční kamery s nočním viděním je stále děsivá. Ale lekačky a gore se špatně mísí s prvky psychologického hororu a příběh opakuje hororové tropy, které opakování nepotřebovaly.“
Hra byla nominována na cenu Národní akademie videoherních recenzentů v kategorii „Použití zvuku, franšíza“.

## Budoucnost

### Sequel
V prosinci 2017 byla oznámena další videohra Outlast 3, ačkoli nebyl potvrzen žádný časový rámec ani cílové platformy. Během toho společnost Red Barrels uvedla, že nemohli snadno přidat stahovatelný obsah pro Outlast 2 kvůli jeho struktuře, mají tedy menší samostatný související projekt, který bude vydán před Outlastem 3. Tímto projektem je The Outlast Trials.

### Prequel
Hra The Outlast Trials byla vydána pro PC v květnu 2023, není přímým sequelem hry Outlast 2. Její synopse se točí kolem nedobrovolných pokusných subjektů v záhadném experimentu z dob studené války, jenž organizuje společnost Murkoff Corporation za účelem testování vymývání mozků a ovládání mysli. Hráč musí podstoupit řadu „zkoušek“ a plnit různé úkoly, přičemž se musí vyhýbat hlídkujícím nepřátelům.
Na rozdíl od předchozích her lze The Outlast Trials hrát jak samostatně, tak v kooperaci.